# Yeguerukáyevtsi
Los yeguerukáyevtsy (en ruso: Егерукаевцы, autodenominación адыгэ, Еджэрыкъуай, Adigué, Yedzherykuái) son una subetnia de los adigueses. Viven como comunidad en Yeguerujái, en Adigueya.

## Historia
En 1762, el embajador del reino de Francia ante la Sublime Puerta, Claude-Charles Peysonel durante su descripción de las regiones cherquesas menciona a los "yegurkái" como una de las tribus circasianas (adiguesas). Más tarde, en 1840, el general ruso Iván Blaramberg, en su descripción del Cáucaso menciona también como tribu adigué a los yegerkvái. En 1858, el arqueólogo e historiador de la región del Cáucaso Adolf Berzhe indicaba que esta subetnia habitada la orilla izquierda del río Labá en las proximidades de su desembocadura en el río Kubán. En el transcurso de la Guerra del Cáucaso, instados por Magomet Amin, en 1849 habían atacado la cuenca del Bélaya, campaña tras la que unos clanes se rindieron a los rusos (1851) y otros siguieron resistiendo en el Labá. Su territorio, según el historiador Fiódor Sherbina en su "Historia de los cosacos del Kubán" de 1913, se extendía entre el territorio de los temirgoyevtsy al nordeste, con el de los majoshevtsy al sudeste (límite alrededor de Kurgáninsk) y con el de los abadzej al sudoeste (más allá del río Fars).

## Personalidades
- Aslán Dzharímov (*1939), primer presidente de la república de Adiguesia.